# Burg Solavers
Die Ruine der Burg Solavers liegt auf dem Gemeindegebiet von Seewis am Anfang des Prättigaus im schweizerischen Kanton Graubünden.

## Lage
Die Ruinen des einstigen Kirchenkastells von Solavers liegen bei 736 m ü. M. gleich oberhalb von Seewis-Schmitten und Grüsch auf einem Felskopf.

## Anlage
Den eindrücklichsten Rest der Höhenburganlage bildet die 57 Meter lange Mauer, die sich über die ganze Hügelkuppe hinzog und die Burg gegen Norden absicherte. In der Nähe des Tores, wo ein Angriff besonders heftig sein musste, hat die Mauer eine Stärke von 1,6 Metern, auf der höchsten Stelle ist sie nur noch 60 Zentimeter dick. Mauerfugen zeigen, dass die Mauer mehrmals erweitert und erhöht worden ist. Zwei vermauerte Öffnungen in mehreren Metern Höhe führten vermutlich zu Holzerkern, die der Verteidigung dienten.
Aus der Sohle des nördlichen Einschnitts führt der Weg zum heutigen breiten Tor hinauf, dessen Gewändsteine entfernt worden sind. Das Tor wurde nachträglich eingefügt; vermutlich um eine bequemere Verbindung zum feudalen Wohntrakt zu ermöglichen. Der ursprüngliche und jetzt vermauerte Eingang lag etwa 15 Meter weiter östlich an einer weniger gut zugänglichen Stelle. Die Mauer war mit einem hölzernen Wehrgang versehen, der sich gegen Westen treppenförmig senkte.
Unmittelbar hinter der Mauer stand auf dem höchsten Punkt des Hügels eine der Jungfrau Maria geweihte Kirche, deren ältester Teil, das Langhaus, in romanische Zeit zurückreicht. Der eckige Chor mit seinen gotischen Fenstern stammt aus dem 15. Jahrhundert.
Im tiefer gelegenen Süden der Anlage standen die Feudalbauten. Kaum mehr sichtbar sind geringe Spuren eines quadratischen Turmes von gegen 12 Metern Seitenlänge, Mauerteile eines Wohntraktes mit Spitzbogenfenster sowie ein 21 Meter langer Rest der Südmauer. Von einer Ringmauer, die das ganze Plateau umgab, sind nur noch spärliche Reste vorhanden.

## Geschichte

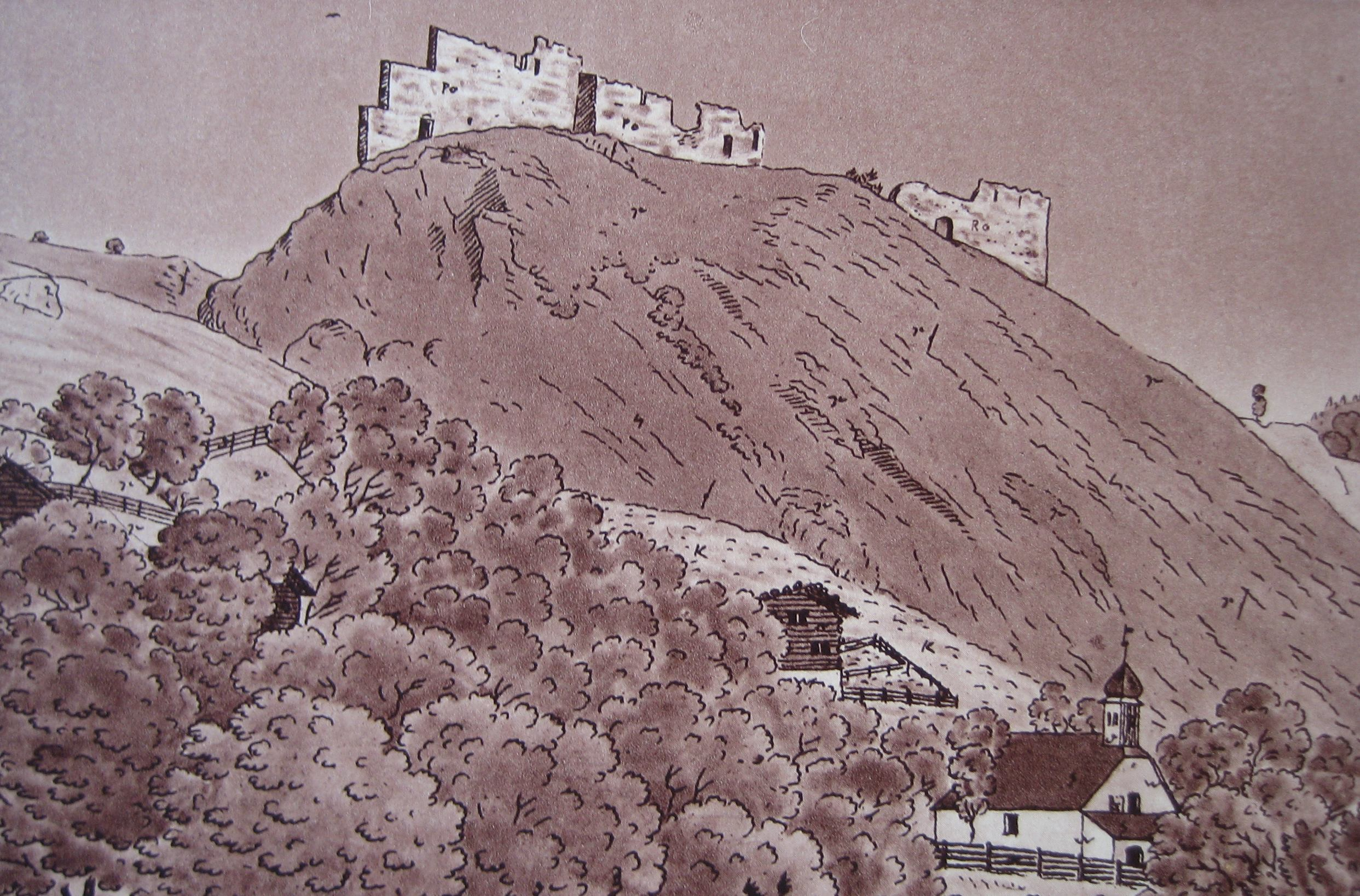
Solavers auf einer Zeichnung von J.U. Fitzi, um 1850

Schriftliche Unterlagen über die Entstehung der Burg Solavers setzen erst im 14. Jahrhundert ein. Für eine frühmittelalterliche Erbauungszeit der Kirche sprechen ihr Marienpatrozinium und ihre Funktion als Mutterkirche von Seewis und Fanas.
Wann und von wem das Kirchenkastell zu einer Feudalburg umgewandelt worden ist, kann nicht mit Sicherheit gesagt werden. Im 13. Jahrhundert kam die Burg jedenfalls in den Besitz von Ulrich von Aspermont, unter dem sie zu einem Herrschaftszentrum im unteren Prättigau wurde. Das Prättigauer Erbe und somit die Anlage von Solavers der von Aspermont gelangte 1344 bei einer Güterteilung an die Grafen von Toggenburg, die sich auch gelegentlich in der Burg aufhielten. Der letzte Toggenburger Friedrich VII. soll um 1370 gar auf der Burg zur Welt gekommen sein. Im gleichen Jahr wird die Marienkirche von Solavers erstmals genannt.
Nach dem Tod des letzten Toggenburgers Friedrich VII. im Jahr 1436 gelangte Solavers nach diversen Erbstreitigkeiten zunächst an Wilhelm von Montfort-Tettnang und Heinrich von Sax-Misox. Nach mehreren Besitzerwechseln verkaufte Graf Hugo von Werdenberg Solavers an Sigmund von Österreich: …misampt den geschlossenen Pellfort, Strassberg und anderen Burgen…
Nach dem Übertritt des Prättigaus zum reformierten Glauben dürfte die Liebfrauenkirche von Solavers aufgegeben worden sein.
Die Kirche hingegen blieb bis ins ausgehende Mittelalter in Betrieb und taucht 1487 noch einmal in den Urkunden auf. Allerdings erscheint sie nur noch als Filialkirche der leichter zu erreichenden neuen Kirche von Seewis.

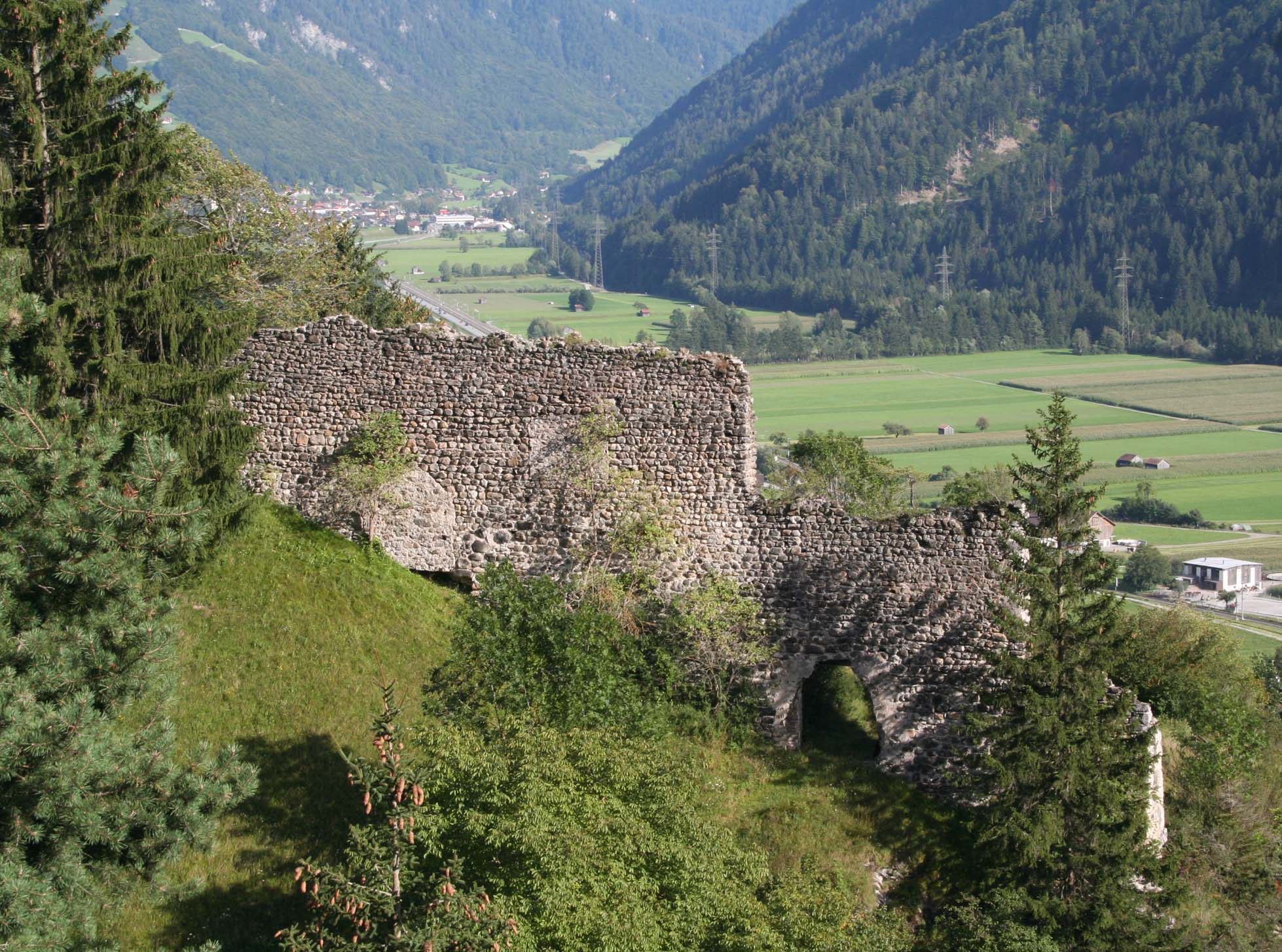
Schildmauer von Norden mit dem vermauerten früheren Tor
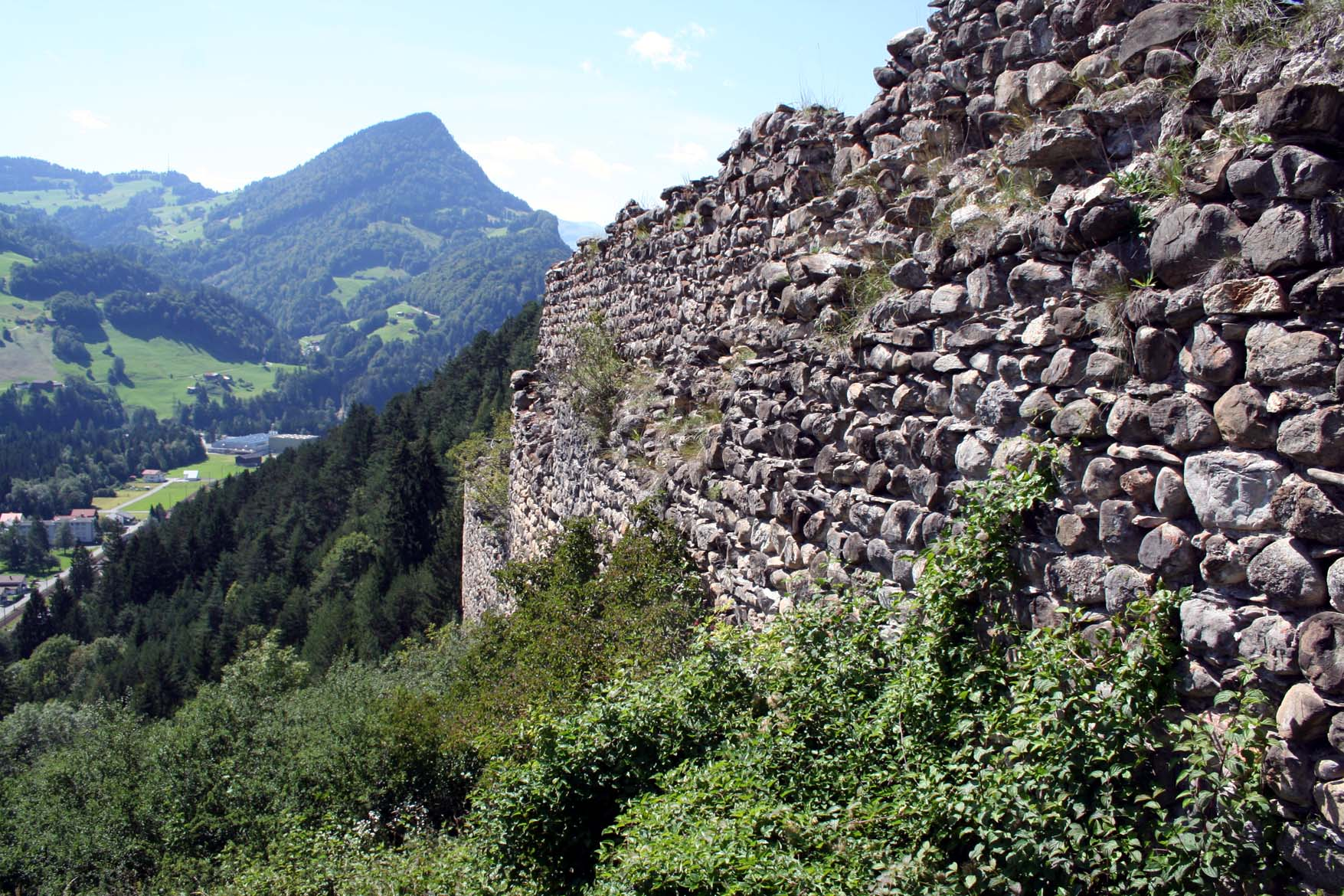
Schildmauer von innen
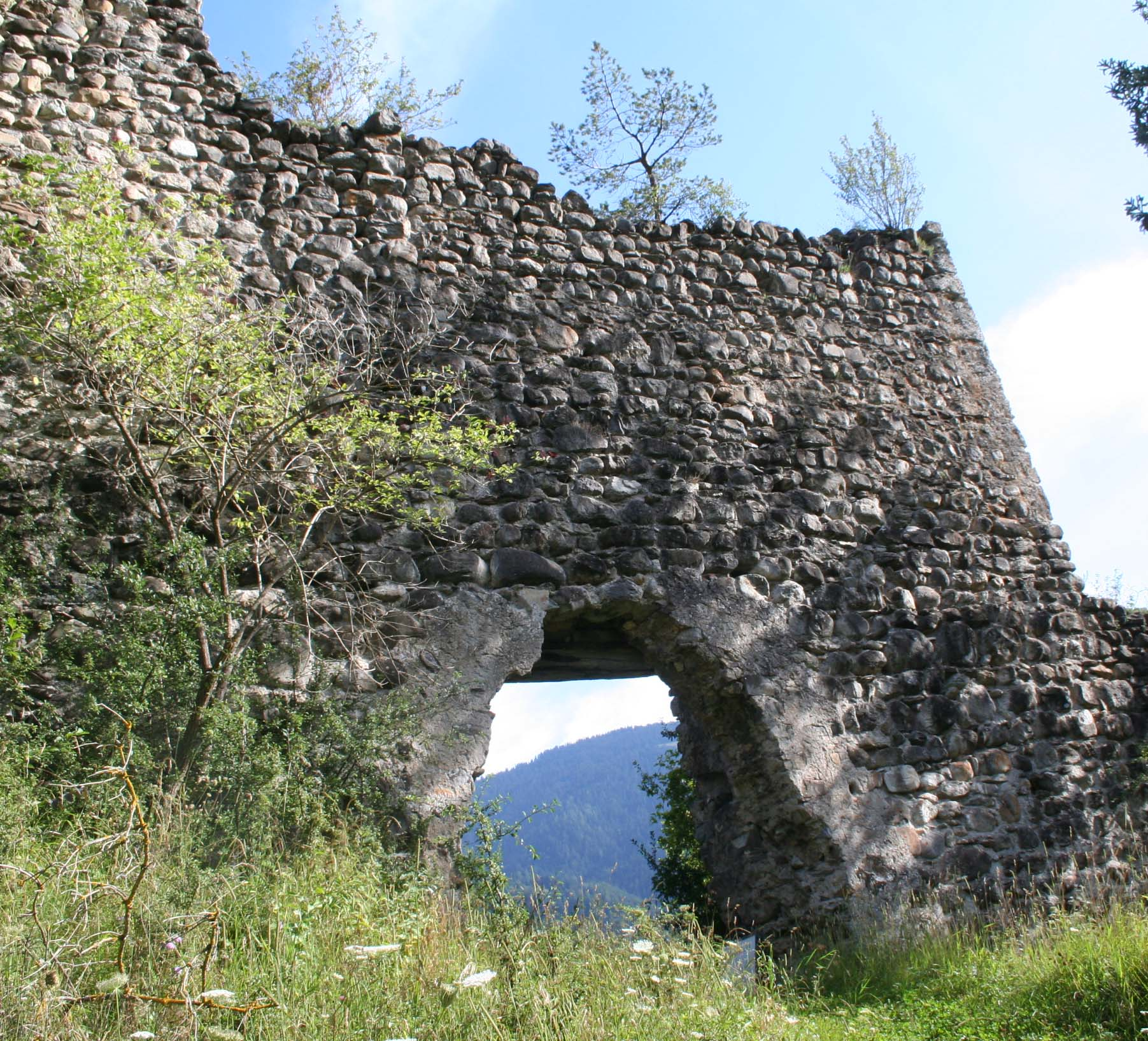
Eingangstor von Norden
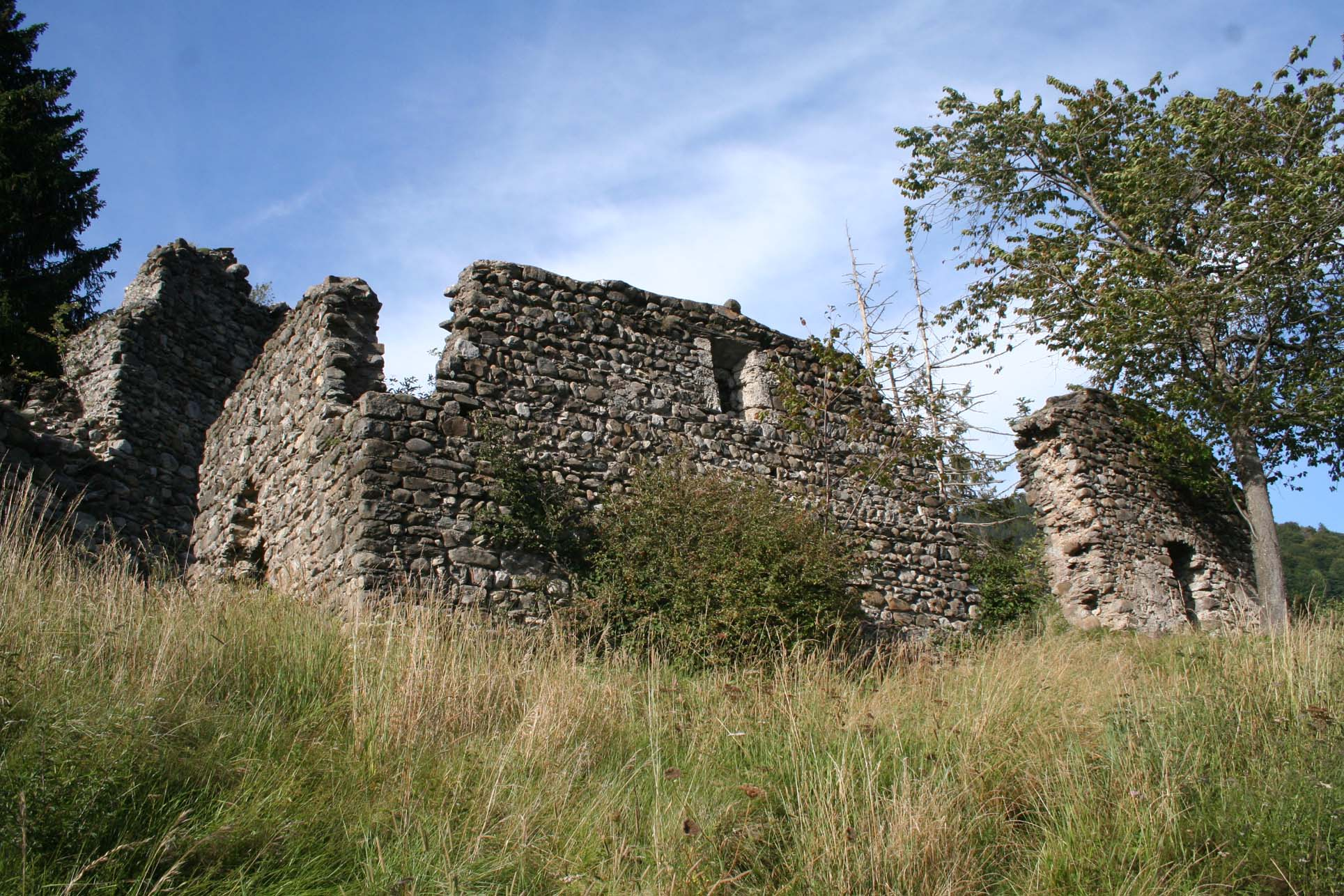
Kirche von Süden
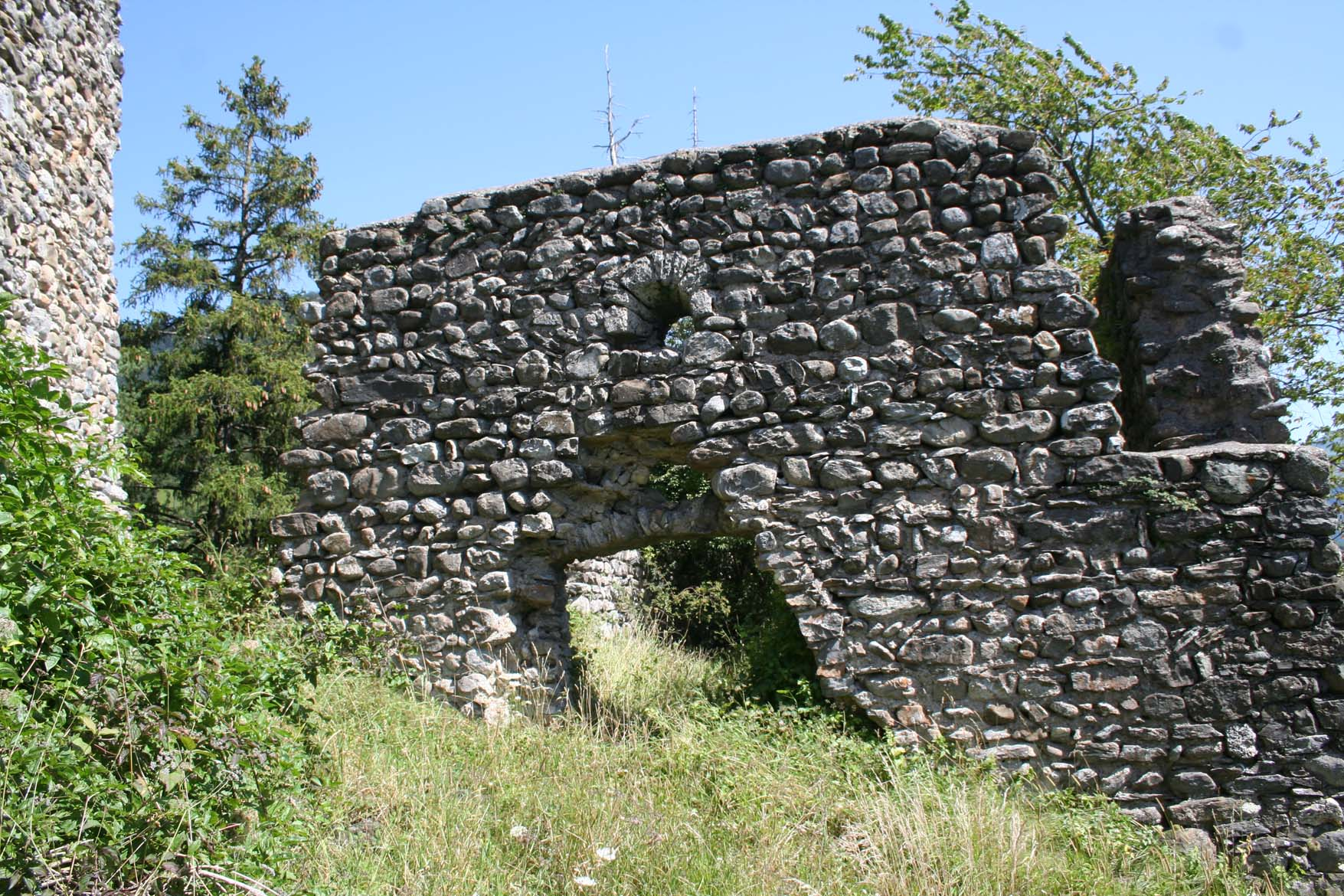
Eingang zur Kirche
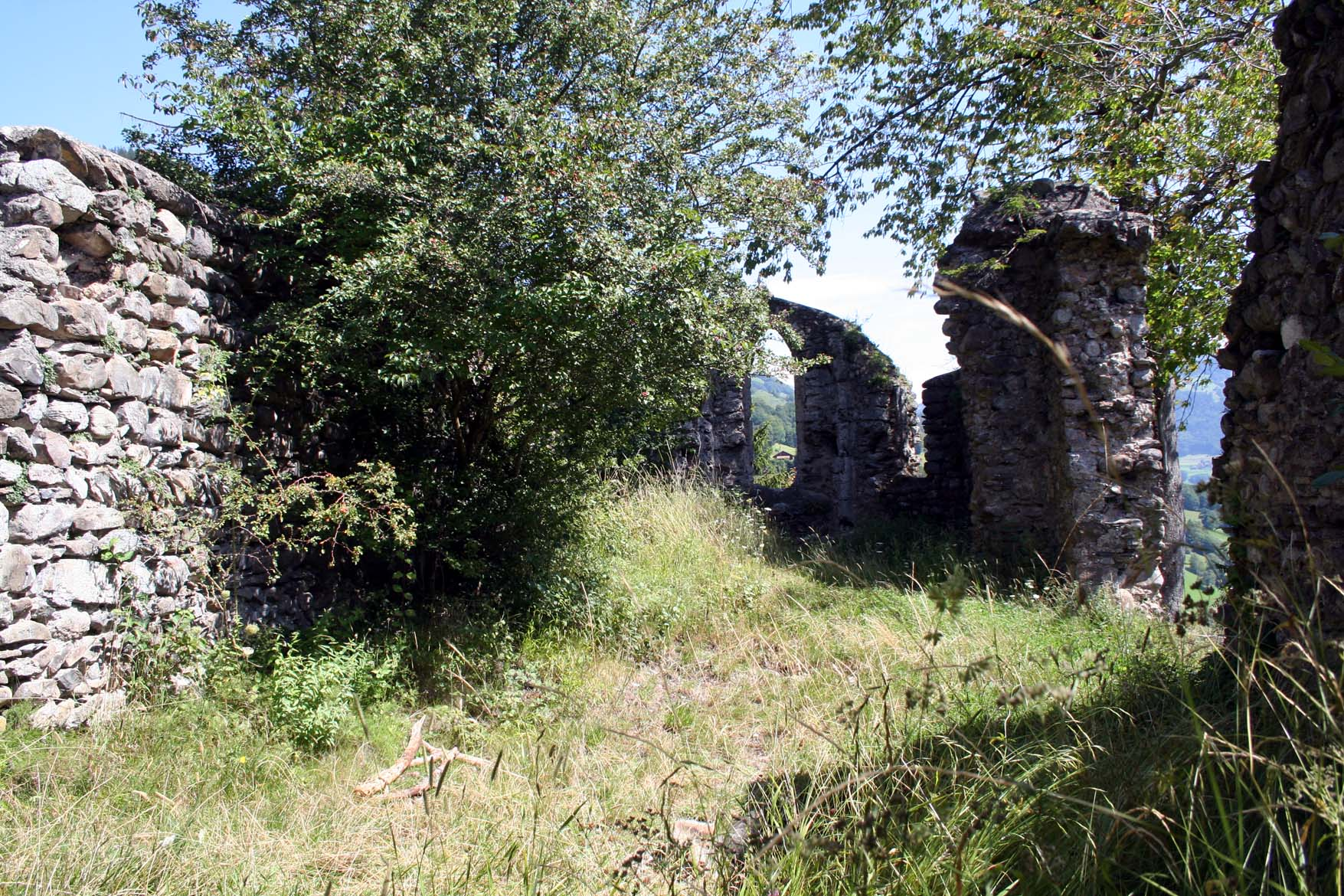
Inneres des Kirchenraumes
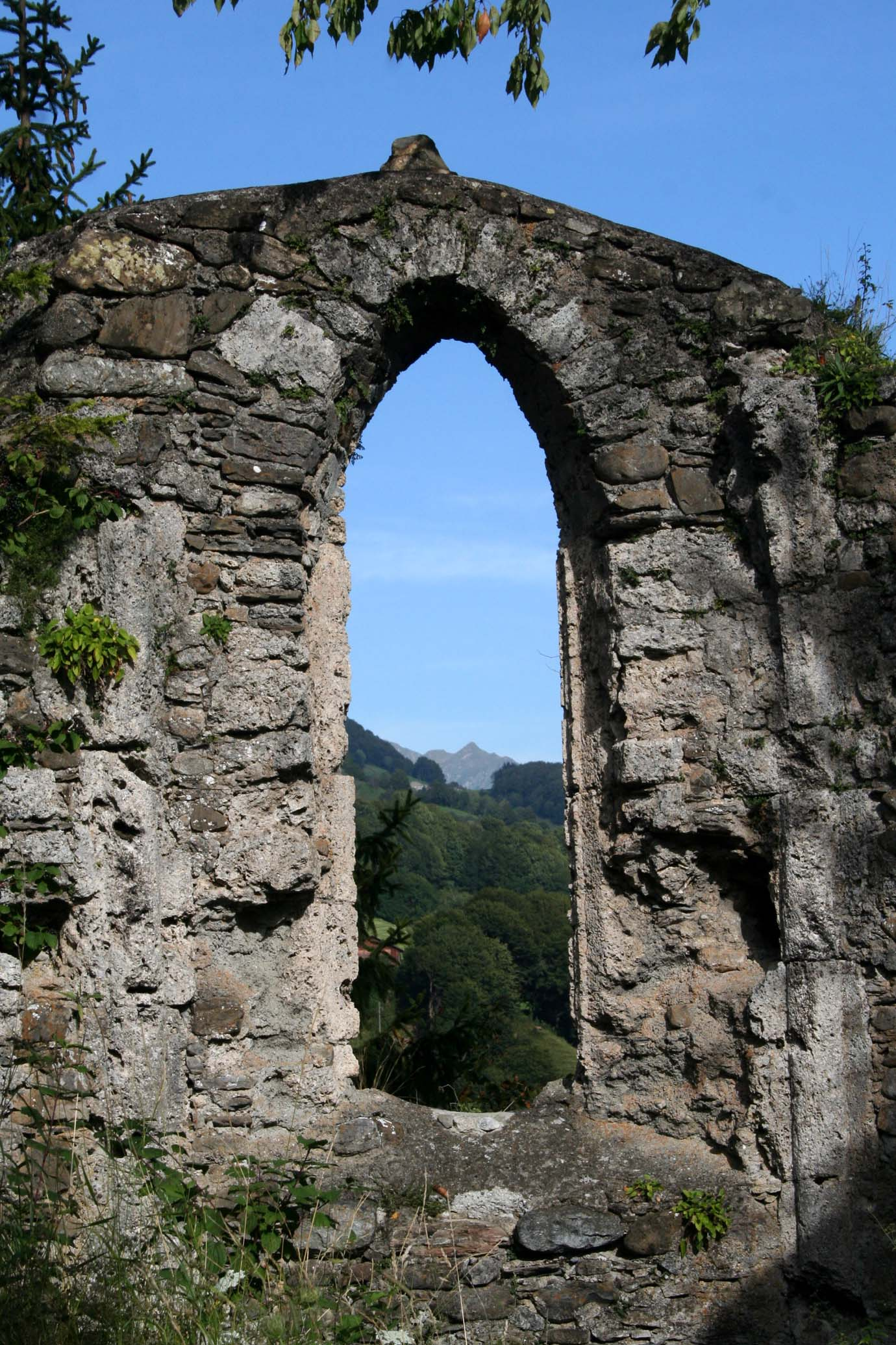
Gotisches Kirchenfenster
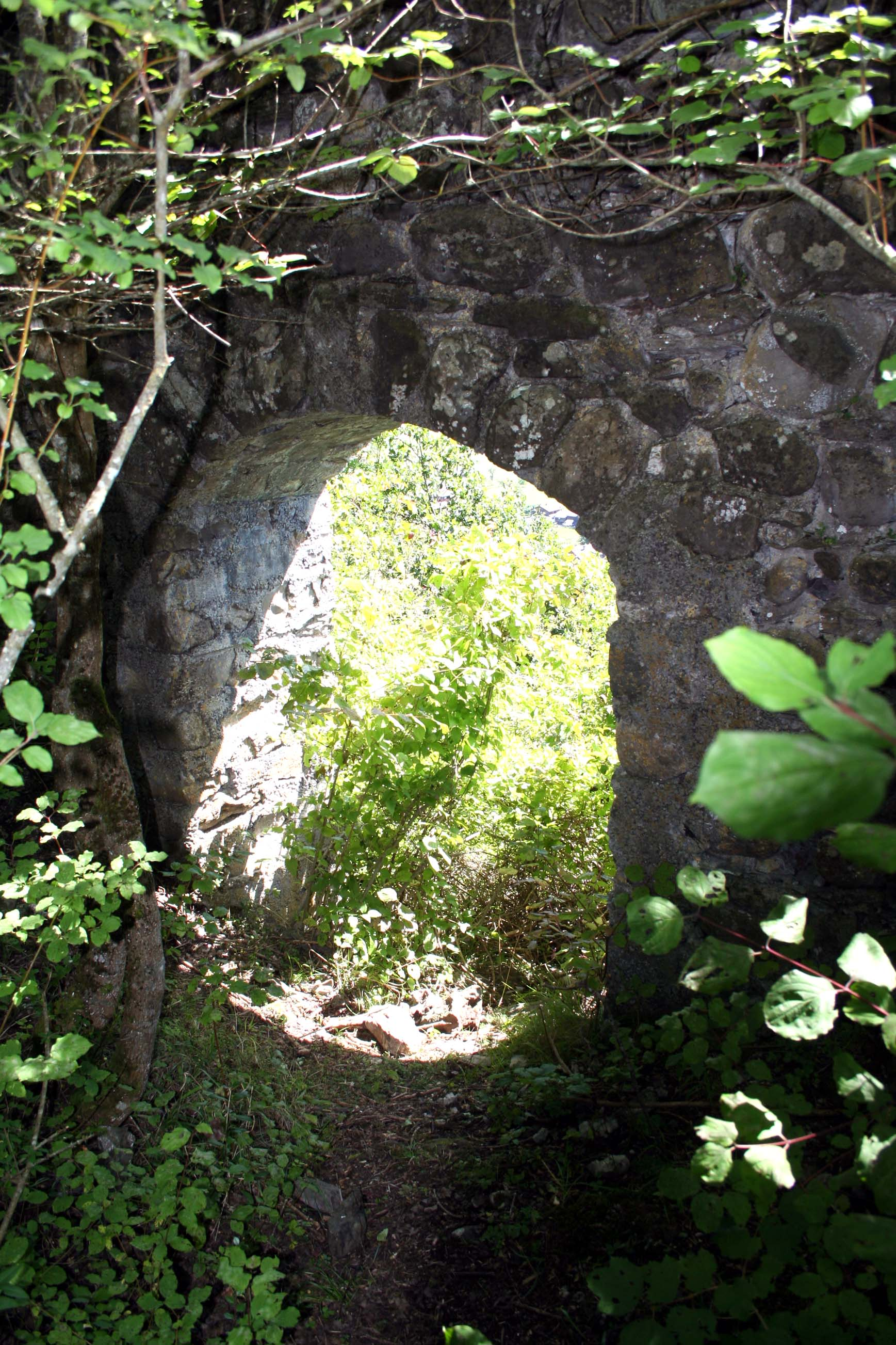
Tor in der Südmauer